# Jizchak Blaser
Jizchak Blaser, auch Itzele Peterburger (geb. 1837 in Vilnius, Gouvernement Kaunas, Kaiserreich Russland; gest. 1907 in Jerusalem, Palästina) war ein russischer Oberrabbiner von St. Petersburg (1861/62-1880) und ein wichtiger Vertreter der orthodoxen Mussar-Bewegung in Litauen.

## Leben
Blaser wurde Schüler von Israel Salanter, dem Begründer der Mussar-Bewegung.
1861/62 wurde er Oberrabbiner von St. Petersburg.
Seit 1880 leitete er das Kollel der Mussar-Bewegung in Kaunas (Kowno). 1890 musste er nach Unstimmigkeiten die Verantwortlichkeit für die Kasse des Kollels abgeben.
1902 immigrierte er nach Eretz Israel, wo er 1907 starb.